# 10-я Парковая улица
10-я Па́рковая у́лица — улица в Восточном административном округе города Москвы на территории района Измайлово.

## История
Улица получила своё название 18 ноября 1949 года как одна из 16 номерных Парковых улиц, ведущих с севера к Измайловскому парку.

## Расположение
10-я Парковая улица проходит от Первомайской улицы на север, трасса улицы прерывается внутри квартала, не доходя до Средней Первомайской улицы, возобновляется далее и, являясь продолжением Средней Первомайской улицы, проходит от Измайловского бульвара на север до Верхней Первомайской улицы. Нумерация домов начинается от Первомайской улицы.

## Примечательные здания и сооружения
По нечётной стороне:
По чётной стороне:

## Транспорт

### Наземный транспорт
По 10-й Парковой улице не проходят маршруты наземного общественного транспорта. На Первомайской улице, у пересечения с 10-й Парковой улицей, расположена остановка «Метро „Первомайская“» трамваев № 11, 12, 34 (западнее 10-й Парковой улицы) и остановка «Кинотеатр „Первомайский“» автобусов № 15, 257, 664, 974, т22, трамваев № 11, 12, 34 (восточнее 10-й Парковой улицы), на Измайловском бульваре, у пересечения с 10-й Парковой улицей, — остановка «Измайловский бульвар» автобусов № т51, 645, (западнее 10-й Парковой улицы) и остановка «11-я Парковая улица» автобусов № т51, 634, 645, 664 (восточнее 10-й Парковой улицы).

### Метро
- Станция метро «Первомайская» Арбатско-Покровской линии — западнее улицы, на пересечении 9-й Парковой улицы с Первомайской улицей и Измайловским бульваром